# Пистолькорс, Отто Фридрих
Отто Фридрих (Фёдор Фёдорович) фон Пистолькорс (нем.  Pistohlkors, Otto Friedrich, 21 марта 1754 — 22 июня 1831) — офицер, земельный советник, посланник Лифляндского рыцарства в Петербурге, автор статей по экономике и ботанике.

## Биография
Родился 10 (21) марта 1754 года в поместье Рутиквере в семье Отто Фридриха (Фёдора Эриковича) фон Пистолькорс и его жены Доротеи-Елизаветы, урожденной баронессы Унгерн-Штернберг. Происходил из Лифляндской дворянской фамилии Пистолькорс, ведущей своё начало от шотландца Герака Олофсона Скота, переселившегося в Ливонию и возведенного в 1645 году шведской королевой Христиной в дворяне с фамилией Пистолькорс. Одна из ветвей его потомства поселилась в Эстляндии, где была внесена в дворянские матрикулы в 1746 году.
После окончания курса в Кёнигсбергском университете начал службу в 1770 году в польских войсках, в Литовском гвардейском пехотном полку лейтенантом. В 1772 году он вышел в отставку, а в том же году 31 июля перешел на русскую службу прапорщиком в 3-й гренадерский пехотный полк. Затем был отправлен в действующую армию графа П. А. Румянцева и назначен адъютантом к генералу барону Унгер-Штернбергу.
В 1773 году Пистолькорс участвовал в походе из Молдавии и Валахии за Дунай; 18 июня был в сражении под Силистрией; 22 сентября произведён в поручики. 19 июня 1776 года Пистолькорс был взят в кавалергардский корпус кавалергардом, с чином поручика. 12 августа 1779 года Пистолькорс по его прошению был выпущен из кавалергардов в армию капитаном и назначен в Шлиссельбургский пехотный полк, в котором он служил до 1781 года когда по болезни он вышел в отставку в чине майора.
С 1779 по 1818 Пистолькорс жил в своём имении в Эстляндской губернии, при чем избирался местным дворянством на разные должности: в 1783 году он был избран асессором в крейсгерих, в 1786 году крейсгерихтером Феллингского округа и наконец в 1800 году ландратом в Эстляндском округе Лифляндской губернии. С 1818 года в отставке.
Скончался 10 (22) июня 1831 года в Оберпалене.

## Семья
Женился 26 декабря 1785 года на разведённой жене своего брата Владимира-Кондрата фон Пистолькорса, Марии-Елизавете, урожденной Гельмерсен (1757—1831)). В браке родилось пятеро детей:
- Карл-Фридрих (28.07.1787—24.10.1815)
- Отто-Фридрих (10.03.1789—08.12.1843)
- Вильгельмина-София (19.09.1790—02.02.1823)
- Алексей-Йоран-Эрик (10.03.1792—12.12.1870)
- Август-Вильгельм (11.09.1793—22.02.1845)